# Stephen Moyer
Stephen Moyer, född 11 oktober 1969 i Brentwood, Essex, är en brittisk skådespelare. 
Moyer spelar vampyren Bill i HBO:s TV-serie True Blood, sedan år 2008. Han har varit med i flera olika TV-produktioner, bland annat Morden i Midsomer och ett avsnitt av Kalla fötter.
År 1993 var Moyer med i en svensk reklamfilm för Gevalia.
Han är sedan 2010 gift med Anna Paquin, hans motspelare i True Blood.

## Filmografi
- Morden i Midsomer
- Kalla fötter (TV-serie) - Nick Marsden (1 avsnitt)
- 2008–2014 – True Blood (TV-serie) - Bill Compton (80 avsnitt)
- 1997 – Prins Valiant - Prins Valiant
- 2006 – Ravenswood
- 2011 – Priest - Owen Pace
- 2021 – After We Fell - Christian Vance
- 2022 – After Ever Happy - Christian Vance
- 2023 – After Everything - Christian Vance